# شتيفان كايزر
شتيفان كايزر (بالألمانية: Stefan Kaiser)‏ هو متزلج قفز نمساوي، ولد في 15 فبراير 1983 في فيلاخ في النمسا.

## وصلات خارجية
- شتيفان كايزر على موقع الاتحاد الدولي للتزلج (القفز التزلجي) (الإنجليزية)